# Jogo eletrônico para navegador

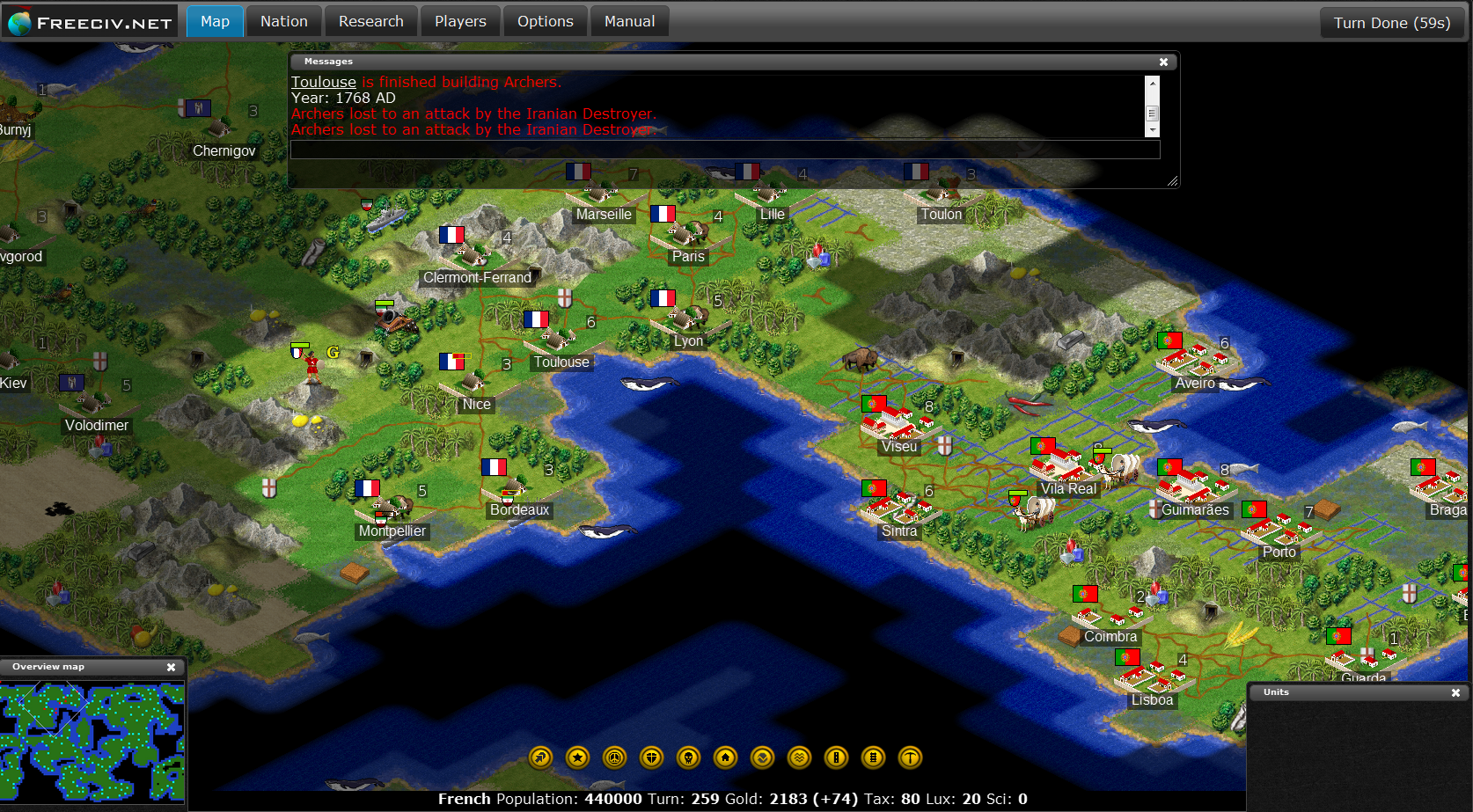
Freeciv, exemplo de jogo eletrônico que roda em navegador.

Browser game (mais conhecido como webgame, web game ou jogo de navegador) é um jogo eletrônico que se utiliza de navegadores e da internet. Eles se diferenciam dos videogames normais por ter de contexto a pequena (ou quase nenhuma) instalação de componentes e por necessitar de outros usuários para o transcorrer do jogo. Eles podem usar tecnologias client-side, como browsers e plugins como Java ou Flash ou utilizar-se de Ajax, num caso server-side, por exemplo. O gênero mais comum desses jogos são os MMO e MMORPG. Um jogo jogado especificamente no navegador é conhecido por browser-based game.

## Plugin-based games
Muitos desses jogos se utilizam de plugins, como Java e Flash, dentre os mais conhecidos.

## DHTML/Javascript games
Com o desenvolvimento da tecnologia Document Object Model Level 2 por volta do fim da década de 1990, tornou-se possível criar jogos que funcionem dentro do navegador sem a utilização de plugins. Estes são escritos em DHTML (Dynamic HTML), que consiste na combinação de CSS e Javascript, possibilitando maior interatividade em páginas web. Com o DHTML tornou-se possível criar efeitos animados, entre outros. Com técnicas Ajax pode-se dar mais agilidade na comunicação entre cliente e servidor, expandindo as funcionalidades de um aplicativo. Um dos jogos famosos a aproveitar essa tecnologia foi Habbo e seus clones.

## Server-side games
Um crescente número de jogos estão sendo escritos em linguagens de programação que funcionam no lado do servidor, como o PHP, ASP, Ruby, Perl, Python e Java. Jogos assim criam no servidor todo o código HTML, que é enviado ao usuário. Alguns se utilizam do JavaScript ou Ajax para permitir respostas mais ágeis ao servidor e dar mais interatividade à aplicação.